# Mytilineos Holdings
METLEN Energy & Metals (en griego: Μυτιληναίος Α.Ε - Oμιλος Επιχειρήσεων, literalmente Grupo de Compañías Mytilineos) es un grupo industrial con base en Grecia cuyas compañías están activas en los sectores de la metalurgia, energía y construcción, con más de 2.500 empleados.
Desde 1990, el Grupo Mytilineos ha sido un pilar de la industria griega, gracias a una cartera de negocios dinámica en los sectores de la metalurgia, energía y construcción. El grupo ha evolucionado de un negocio metalúrgico familiar fundado en 1908 a un conglomerado de empresas diversificado.
En la actualidad, el Grupo Mytilineos ha sido establecido mediante un número de fusiones y adquisiciones estratégicas hasta convertirse en un productor de energía independiente dominante en Grecia, y un grupo industrial europeo competitivo en los otros sectores mencionados. En 2011, el grupo tuvo un volumen de ventas consolidado de €1.570 millones, el EBITDA de €208,7 millones y un beneficio neto de €42,6 millones.

## Empresas del Grupo
- Aluminio de Grecia
- Protergia
- Metka (participación de 56.6%)
- M&M Gas
- Delphi Distomon